# Richard von Schreyer
Richard von Schreyer (německy Richard Emil Maximilian Ritter von Schreyer) (13. září 1861 Vídeň – 18. listopadu 1936 Vídeň) byl rakousko-uherský generál. Jako absolvent vojenské akademie sloužil v c. k. armádě od roku 1881, byl důstojníkem generálního štábu a úředníkem na ministerstvu války, uplatnil se také jako pedagog. Před první světovou válkou byl divizním velitelem v pevnosti Terezín. V letech 1914–1917 zastával funkci sekčního šéfa na ministerstvu zeměbrany a v roce 1915 byl povýšen do hodnosti generála pěchoty. Po rozpadu monarchie byl penzionován a po roce 1918 žil v soukromí.

## Životopis
Byl synem finančního úředníka Josefa Schreyera. Dětství strávil v rodné Vídni, první vojenskou průpravu získal na jezdecké kadetní škole v Hranicích (1874–1877) a v letech 1877–1881 studoval na Tereziánské vojenské akademii ve Vídeňském Novém Městě. Do armády vstoupil v roce 1881 jako poručík k 18. pěšímu pluku v Hradci Králové. V letech 1884–1886 si doplnil vzdělání na Válečné škole (K.u.k. Kriegsschule) ve Vídni a v hodnosti nadporučíka byl zařazen do sboru důstojníků generálního štábu. Vystřídal službu u 31. pěší divize v Brašově a 99. pěšího pluku ve Znojmě, krátce byl přidělen také přímo ke generálnímu štábu. V letech 1888–1893 působil jako úředník na 5. oddělení ministerstva války a v letech 1896–1900 působil jako pedagog na Válečné škole. Mezitím postupoval v hodnostech (kapitán 1889, major 1895). V roce 1898 byl povýšen na podplukovníka a od roku 1900 byl jako plukovník velitelem 16. pluku v Bjelovaru. V roce 1902 byl ve funkci velitele přeložen k 9. pěšímu pluku v Přemyšlu.
K datu 1. května 1908 byl povýšen do hodnosti generálmajora a převzal velení 52. zeměbranecké pěší brigády v Litoměřicích. V rámci c. k. zeměbrany přešel v roce 1911 jako velitel 43. pěší divize do Lvova. V roce 1911 byl povýšen do hodnosti polního podmaršála. V letech 1912–1914 byl velitelem 29. pěší divize v Terezíně. Před první světovou válkou byl v únoru 1914 povolán do Vídně a do roku 1917 zastával funkci sekčního šéfa na ministerstvu zeměbrany. V roce 1915 dosáhl hodnosti titulárního generála pěchoty. Z ministerstva zeměbrany odešel v srpnu 1917, v armádě byl formálně penzionován k datu 1. ledna 1919 a od té doby žil v soukromí.
Zemřel ve Vídni v roce 1936 a byl pochován na vídeňském Centrálním hřbitově.

## Tituly a ocenění
V roce 1917 byl povýšen do šlechtického stavu s titulem rytíř a během vojenské služby získal řadu ocenění.
- Vojenský záslužný kříž III. třídy (1893)
- Jubilejní pamětní medaile (1898)
- Bronzová vojenská záslužná medaile (1900)
- Služební odznak pro důstojníky III. třídy (1906)
- Řád železné koruny III. třídy (1908)
- Vojenský jubilejní kříž (1908)
- Vyznamenání za zásluhy o Červený kříž s válečnou dekorací (1915)
- rytířský kříž Leopoldova řádu s válečnou dekorací (1915)
- komandérský kříž Leopoldova řádu s válečnou dekorací (1916)
- Služební odznak pro důstojníky II. třídy (1916)

- Železný kříž II. třídy (1914, Německo)